# Carbonato-fluorapatite
La carbonato-fluorapatite è una varietà di fluorapatite nella quale alcuni gruppi fosfato (PO4) sono stati sostituiti da gruppi carbonato (CO3). Fino al 2008 era considerata una specie a sé stante.